# ファンドの園
『ファンドの園』（ファンドのその、英語: The Garden of Fand）は、アーノルド・バックスが1916年に完成した交響詩。アイルランドの神話上の登場人物、海の王の娘であるファンドに霊感を受けて書かれている。作品は神話の出来事を描いているわけではないが、ファンドの島を想起させる。作曲者は初期作品においてはケルトの文化から強く影響を受けていたが、この作品がそうした性質を有する最後の楽曲であるとされる。

## 背景
本作はピアノ譜の形で第一次世界大戦直前に完成され、1916年に管弦楽編曲された。初演は1920年10月29日にフレデリック・ストックの指揮、シカゴ交響楽団の演奏で行われ、イギリス初演は1920年12月11日にエイドリアン・ボールト指揮、ブリティッシュ交響楽団によって行われた。
バックスはアイルランド神話などのケルト文化を高く賛美しており、そこではファンドの園とは海のことであった。古い伝説である『クー・フーリンの病の床』では英雄クー・フーリンのことが語られる。彼は海の王であるマナナンの娘、ファンドによって家庭と義務から逃れるよう誘惑される。クー・フーリンの妻のエメルは彼を追いかけ、夫を解放するようファンドを説得する。マナナンが「忘却のマント」をクー・フーリンとファンドの間で振り、これによって2人は互いのことを完全に忘れ去る。バックスは交響詩の中で元の神話の筋書きをなぞりはしなかったものの、ファンドの魅惑の島に打ち上げられた船の絵を描いた。乗組員は踊りと饗宴のファンドの永久の世界に引き込まれ、潮が満ちて島を呑み込むと、ファンドの園は視界から姿を消すのである。
バックスは愛人であったハリエット・コーエンに対し、この作品は「私の最後のアイルランド音楽」であると述べていた。

## 楽曲
曲は三部形式を取っており、開始部の音楽が最後に回帰することになる一方、中間にはファンドの愛の歌が置かれている。開始部分では木管、2つのハープ、声部を分けた高弦が煌めく主題を奏し、低弦は海のうねりを描いた上昇と下降による主題を奏でる。中間部のファンドの歌は、弦楽器が10のパートに分割される中、ユニゾンのフルートとコーラングレによって歌われる。バックスの管弦楽法はいつもながらに贅を尽くしている。アメリカ合衆国の評論家は同国での作品の初演後に、曲について「並外れた詩情の激しさ、並外れた雄弁さと美しさ」と述べる一方、付け加える形で「[バックス]は、当然ながら彼の時代の子なのであり、ドビュッシーを忘れることが出来ないのだ」と書いている。音楽学者のアンドリュー・キーナーも「特徴的な書法として、全音で動く並行3度、また豪勢な管弦楽の響きのうねりから浮き上がって輝く、金管と木管の特別部隊がある」と述べ、ドビュッシーの影響に言及している。

## 演奏史
本作はバックスが最も無視されていた1940年代終盤と1950年代においても、彼の有数の人気作であり続けた。トーマス・ビーチャムやジョン・バルビローリらは演奏会で取り上げ、録音も行い、この作品を大衆の前に示し続けた。ビーチャムは1948年に78回転盤へ、バルビローリはその10年後にLPレコードへの録音を行っている。1960年代以降にバックス作品がLPやCDのカタログにおいて名声が大きな高まりを迎え、本作にも複数の新しい録音が制作された。そのうちの一つがボールトの指揮によるもので、彼がイングランドへこの曲を紹介してから実に52年後の録音となった。
フレデリック・アシュトンはバレエ作品『Picnic at Tintagel』（ニューヨーク・シティ・バレエ団、1952年）にこの作品を用いている。